# Atari Flashback
Atari Flashback — серия игровых консолей. Выпускались с 2004 по 2011 год компанией Atari Inc., затем с 2011 года компанией AtGames по лицензии Atari.
Консоли поставляются с блоком питания и парой джойстиков. Приставка подключается к телевизору по обычному композитному видеокабелю плюс моно-аудио.

## Atari Flashback
Atari Flashback выпускалась в 2004—2005 годах. Консоль по своему виду напоминает Atari 7800, поставляется с парой джойстиков, также похожих на игровые контроллеры Atari 7800. Содержит 20 игр от Atari 2600 и Atari 7800. Первоначально эти игры были предназначены для paddle-контроллеров, но были адаптированы для работы с джойстиком. Слот для игрового картриджа отсутствует, и расширения набора игр не предполагается.
Atari Flashback основана на «NES-on-a-chip», то есть на самом деле используются портированные варианты игр, немного отличающиеся от оригинала в деталях.
Встроенные игры:

| Atari 2600 - Adventure - Air-Sea Battle - Battlezone - Breakout - Canyon Bomber - Crystal Castles - Gravitar | - Haunted House - Millipede - Saboteur - Sky Diver - Solaris - Sprintmaster - Warlords - Yars' Revenge | Atari 7800 - Asteroids - Centipede - Desert Falcon - Charley Chuck’s Food Fight - Planet Smashers |

## Atari Flashback 2
Atari Flashback 2 выпущена в 2005 году. Дизайн консоли подобен первоначальному дизайну Atari 2600 1977 года, но меньшего размера — около 2/3 от оригинала. Содержит 40 встроенных игр для Atari 2600, включая несколько homebrew-игр и пару игр компании Activision.
В интервью журналу The Escapist, Курт Вендель отметил, что Flashback 2 продаётся достаточно хорошо, в США продано 860 тысяч устройств.
Встроенные игры организованы в четыре категории. Причём, после выбора категории вернуться обратно к перебору категорий можно только включением-выключением консоли.

| Adventure Territory - Adventure - Adventure II - Haunted House - Return to Haunted House - Secret Quest - Wizard | Arcade Favorites - Arcade Asteroids - Arcade Pong - Asteroids Deluxe - Battlezone - Centipede - Lunar Lander - Millipede - Missile Command - Space Duel | Skill and Action Zone - 3D Tic-Tac-Toe - Aquaventure - Atari Climber - Combat - Combat 2 - Dodge 'Em - Fatal Run - Frog Pond - Hangman - Human Cannonball - Maze Craze - Off the Wall - Outlaw - Pitfall! - Radar Lock - River Raid - Save Mary - Video Checkers - Video Chess | Space Station - Caverns of Mars (exclusive) - Quadrun - Saboteur - Space War - Yars' Return - Yars' Revenge |

## Atari Flashback Portable
Atari Flashback Portable — портативное игровое устройство, разработанное Куртом Венделем и Legacy Engineering Group и выпущенное в ноябре 2016 года.
В конце июня 2017 года Курт Вендель показал фотографии прототипа. Курт указал что устройство будет обладать экраном 320×240 и работать на трёх батарейках AAA до 15 часов. В качестве даты выпуска называлась весна 2018 года.

#### Atari Flashback Portable (2017)
Вторая редакция портативной консоли Atari Flashback Portable была выпущена в сентябре 2017 года компанией AtGames.

## Atari Flashback Portable (2018)
Третья версия портативной консоли Atari Flashback Portable была выпущена в сентябре 2018 года компанией AtGames. Имела 80 встроенных игр.

## Atari Flashback2+
20 января 2010 года Atari анонсировала Atari Flashback2+ с возможностью предзаказа, с предполагаемой датой выпуска 22 февраля 2010 года. Консоль получила 20 классических игр Atari и 20 новых игр, также от Atari.

## Atari Flashback 3
Третья версия была разработана компанией AtGames и выпущена в сентябре 2011. Имела 60 игр, в комплекте шло два джойстика. Flashback 3 воспроизводила игры через эмуляцию.

## Atari Flashback 4
13 ноября 2012 года компанией AtGames была выпущена консоль Atari Flashback 4. Консоль в целом выглядит подобно Atari Flashback 3, но самое заметное отличие — беспроводные контроллеры, на инфракрасной связи. В библиотеке консоли находится 75 встроенных игр, это на 15 больше, чем в Atari Flashback 3.

## Atari Flashback 5
Atari Flashback 5 создана в AtGames и выпущена 1 октября 2015 года. Поставляется с двумя беспроводными джойстиками. Имеет 92 игры, что на 17 игр больше, чем предыдущая модель. Добавленные игры:
- Air Raiders
- Armor Ambush
- Astroblast
- Dark Cavern
- Frogs and Flies
- International Soccer
- Super Challenge™ Baseball
- Super Challenge™ Football
- Space Attack™
- Star Strike™
- Sea Battle
- Sword Fight
- Chase It
- Escape It
- Miss It
- Shield Shifter
- Strip Off

Кроме того, игра Battlezone была заменена на Millipede.

## Atari Flashback 6
Консоль Atari Flashback 6 выпущена 15 сентября 2015 года компанией AtGames. Имеет тот размер, что и предыдущая модель, также с беспроводными джойстиками, но встроенных игр на 8 больше, тем самым число игр стало ровно 100.

## Atari Flashback 7
Была выпущена компанией AtGames 1 октября 2016 года. Была добавлена игра Frogger, что довело количество игр до 101.

## Atari Flashback 8
Консоль Atari Flashback выпущена в сентябре 2017 года компанией AtGames. Поставляется с проводными контроллерами и содержит 105 встроенных игр — те же игры, что в Atari Flashback 7, плюс ещё пять (убрана игра Strip Off):
- H.E.R.O.
- Kaboom!
- Pitfall!
- Pressure Cooker
- River Raid

Gold версия имеет 120 игр, беспроводные джойстики, а также поддержку оригинальных джойстиков Atari 2600. Версия Gold поддерживает HDMI на 720p и функции «сохранить» и «пауза».

## Atari Flashback 9
Atari Flashback 9 была анонсирована 24 октября 2018 года. Как и шесть предыдущих версий консоли, эта версия также разработана в AtGames. Комплектуется двумя проводными контроллерами, содержит 110 встроенных игр. Имеет порт SD-карты для обновлений встроенного ПО, а также для дополнительных игр и сохранений. Консоль построена на основе эмулятора Stella.
Gold-версия имела 120 встроенных игр, беспроводные контроллеры и поддерживала вывод изображения в 720p.

## Atari Flashback X
Десятая версия была выпущена в 2019 году, включала 110 игр и два проводных контроллера.

## Atari Flashback 50th Anniversary Edition
Atari Flashback 50th Anniversary Edition была выпущена ограниченным тиражом в 2022 году. Включала два проводных стандартных контроллера и 110 игр.
Gold-версия поставлялась с двумя стандартными проводными контроллерами, двумя проводными paddle-контроллерами и 130 встроенными играми. Также поддерживались обновления с официального сайта AtGames, что позволяло расширить библиотеку игр.

## Atari Flashback 12 Gold
Atari Flashback 12 Gold была выпущена ограниченным тиражом в 2023 году. Поставлялась с двумя проводными контроллерами, двумя проводными paddle-контроллерами и 130 встроенными играми. Игры идентичны Atari Flashback 50th Anniversary Edition. Также поддерживала обновления с сайта AtGames.